# Francisc (nume)
Francisc este un nume provenit din germana veche, nume care înseammă „liber”, „curajos”, corelat cu poporul franc.
Forme românești
Frâncu, atestat încă din sec. 15, cu o bogată serie de derivate și variante: Francea, Frânce, Frânciuc, Frâncoaie, Frânculea, Frangu, Frangulea, Freng, Frângotă, Frânghiul, Frânghiș etc.

## Variante
- din germană: Franz, Franzi, Frank, Franka, Franz, Franziskus, Franziska etc. sau maghiară: Ferenc, Ferencz etc. provin formele românești Franț, Franțescu, Frențe, Friț, Fercu, Rențea, Freanță, Ferenț, Frenț etc.
- engleză  Francis, Franny, Frank, Franklin, Fanny;
- franceză: François, fem. Françoise, Franc, Francis,
- italiană: Francesco, Francesca,
- bulgară: Frango, Franko, Franțiska,
- poloneză: Franciszek,
- maghiară: Franciska, Fanny, Ferenc, Ferencz

(Surse: „Christian Ionescu, Mică enciclopedie onomastică, Editura Enciclopedică Română, București, 1975.”)

## Personalități
- Sfântul Francisc Borgia (1510–1572);
- Sfântul Francisc Caracciolo (1563–1608), preot italian, cofondator al Congregației Clericilor Minori;
- Sfântul Francisco Coll Guitar (1812-1875), călugăr dominican;
- Sfântul Francisc Ferdinand de Capillas (1607–1648), misionar dominican, primul martir creștin din China;
- Sfântul Francisc Maria de Camporosso (1804-1866), călugăr capucin genovez;
- Sfântul Francisc de Geronimo (1642–1716), preot italian;
- Sfântul Francisc de Sales (1567–1622), episcopul Genevei;
- Sfântul Francisc de Assisi (1181–1226), fondatorul ordinului călugăresc al minoriților (franciscanilor);
- Sfântul Francisc din Paola (1416–1507), fondatorul ordinului călugăresc al minimilor;
- Sfântul Francisc Solanus (1549–1610), misionar franciscan în America de Sud;
- Sfânta Francisca Romana (1384-1440);
- Sfântul Francisco Xavier (1506–1552), unul dintre întemeietorii ordinului iezuit;
- Sfântul Jean-François Régis (1597-1640), călugăr iezuit și misionar;
- Papa Francisc (Bergoglio), papă începând din anul 2013, originar din Argentina;
- poetul francez François Villon;
- Francisc I, rege al Franței, protectorul lui Leonardo da Vinci;
- regizorul François Truffaut;
- conchistadorul spaniol Francisco Pizarro;
- corsarul englez Francis Drake
- dictatorul spaniol Francisco Franco;
- principele ardelean Francisc Rákóczi al II-lea;
- Francisc I primul împărat ereditar al Austriei, Franz Joseph I, împărat al Austriei și rege al Ungariei din dinastia Habsburgilor;
- Arhiducele Francisc Ferdinand al Austriei;
- poetul renascentist portughez Francesco Sa de Miranda
- filozoful englez Francis Bacon;
- scriitorul Franz Kafka
- scriitoarea americană Francis Mayes
- regizorul Franco Zeffirelli;
- tenorul Franco Corelli
- compozitorul Franz Lehár
- poetul Ferenc Kölcsey

## În România
- regizorul Francisc Munteanu;
- scriitorul Francisc Păcurariu;
- pictorii Francisc Șirato, Francisc Tribalski;
- compozitorii Francisc Hubic, Francisc Bartok;
- boxerul Francisc Vaștag;
- medicul și deputatul Francisc Bárány.